# Engineering Doctorate
L'Engineering Doctorate (EngD, Dottorato in Ingegneria) è un programma di formazione post lauream britannico promosso nel Paese dal consiglio di ricerca EPSRC. Il programma, della durata di quattro anni, si basa su un progetto di ricerca alla stregua di un dottorato di ricerca; al contempo, lo studente segue corsi universitari su materie tecniche e manageriali, mentre lavora a stretto contatto con l'azienda (industrial sponsor) che sponsorizza il suo dottorato. Il titolo conferito al termine del programma è di Doctor of Engineering (EngD) ed è equiparato a un PhD.
Iniziato nel 1992, l'EngD viene attualmente offerto dal 45 università nel Regno Unito. Agli studenti è suggerito di presentarsi come research engineers piuttosto che come research students. In sintesi, un EngD è un PhD in ingegneria, con una forte connotazione aziendale e aggiuntivi corsi di formazione.

## Qualifiche e programmi internazionali equivalenti
Programmi simili all'EngD britannico sono il Professional Doctorate in Engineering (PDEng) olandese, il Doktor-Ingenieur (Dr-Ing) tedesco, e il Doctor of Engineering (DEng) statunitense, tutti accomunati dall'essere focalizzati su programmi ricerca applicata e connessione con realtà industriali.